# أدسوبيا
بلدية الزاوية أو (نقحرة: أدسوبيا) (بالإسبانية: Adsubia) هي بلدية تقع في مقاطعة لقنت التابعة لمنطقة بلنسية شرق إسبانيا.

## الديموغرافيا
بلغ عدد سكان بلدية الزاوية 730 نسمة عام 2011 (وفقاً للمعهد الوطني الإسباني للإحصاء).
| 582 | 558 | 605 | 611 | 668 | 693 | 730 |